# Zmajevac, Bosnien och Hercegovina
Zmajevac är en ort i Bosnien och Hercegovina. Den är belägen i entiteten Federationen Bosnien och Hercegovina, i den nordvästra delen av landet, 220 km nordväst om huvudstaden Sarajevo. Zmajevac ligger 337 meter över havet och antalet invånare är 449.
Terrängen runt Zmajevac är kuperad åt sydost, men åt nordväst är den platt. Terrängen runt Zmajevac sluttar österut. Runt Zmajevac är det ganska tätbefolkat, med 93 invånare per kvadratkilometer.. Närmaste större samhälle är Cazin, 9,8 km väster om Zmajevac. 
Omgivningarna runt Zmajevac är en mosaik av jordbruksmark och naturlig växtlighet. Årsmedeltemperaturen i trakten är 10 °C. Den varmaste månaden är juli, då medeltemperaturen är 21 °C, och den kallaste är december, med −4 °C. Genomsnittlig årsnederbörd är 1 754 millimeter. Den regnigaste månaden är september, med i genomsnitt 220 mm nederbörd, och den torraste är juni, med 90 mm nederbörd.